# Zopherus opacus
Zopherus opacus är en skalbaggsart som beskrevs av Horn 1867. Zopherus opacus ingår i släktet Zopherus och familjen barkbaggar. Inga underarter finns listade i Catalogue of Life.